# Памятник Отто фон Бисмарку в Бреслау
Памятник Отто фон Бисмарку (нем. Otto von Bismarck Denkmal) — монумент первому канцлеру Германской империи Отто фон Бисмарку, который находился в Бреслау (теперь Вроцлав, Польша) на месте нынешней площади Иоанна Павла II. Разрушен во время Второй мировой войны.

## История
Решение построить памятник Бисмарку в Бреслау было принято в 1898 году, вскоре после смерти канцлера. Стоимость сооружения памятника 120 000 немецких марок.
Авторы памятника: проф. Петер Бройер (создатель статуи) и Роберт Ханкоу (создатель постамента). Памятник был открыт 16 октября 1900 года. Статуя изображала Бисмарка в мундире и распахнутом пальто. В правой руке он держал свернутый документ, а в согнутой левой — палаш. Бронзовая статуя имела высоту 4,5 м, высоту основания — 5,5 м.  На лицевой стороне была надпись «БИСМАРК», а на оборотной стороне «БЛАГОДАРНЫЕ ШЛЕЗИАНЦЫ, 1900».
Напротив памятника, на другой стороне тогдашней Королевской площади (нем. Königsplatz)), в 1905 году был построен фонтан Бисмарка (нем. Bismarck-Brunnen), позже известный как фонтан «Аллегория борьбы и победы». В конце Второй мировой войны статую Бисмарка разобрали и спрятали. В 1947 году уезжавший в Германию немец предложил продать его на металлолом. Статую купил польский журналист за 1000 злотых. В конечном итоге статую переплавили, а постамент разобрали. На его месте был построен подземный переход. Фонтан Бисмарка был восстановлен в 1955 году.